# Young Black Teenagers
A Young Black Teenagers (röviden: YBT) egy amerikai hiphop együttes Long Islandről. 1989-ben alakultak, és 1994-ben váltak szét.

## Diszkográfia[1]

### Stúdióalbumok
- Young Black Teenagers
- Dead Enz Kidz Doin' Lifetime Bidz

### Kislemezek
- Tap the Bottle